# Whiteshift: Populism, Immigration and the Future of White Majorities
Whiteshift: Populism, Immigration and the Future of White Majorities est un ouvrage paru en 2018, rédigé par le professeur canadien Eric Kaufmann.

## Description
Whiteshift porte notamment sur les effets futurs du déclin démographique des Blancs en Occident,, sur la politique en Europe et en Amérique du Nord et sur la montée des populismes. Selon Kaufmann, l’élection de Donald Trump aux États-Unis et la montée de la droite populiste en Europe seraient une conséquence des changements démographiques radicaux qui se produisent et s'accélèrent, plutôt que la conséquence d'une « anxiété économique » : les préoccupations des électeurs étant passées de l'économie à l'identité.

## Thèse du livre
Selon les projections, la population blanche non hispanique deviendra minoritaire aux États-Unis en 2042, au Canada en 2050 et une population métissée devrait surpasser les Blancs en Europe dans la première partie du XXIIe siècle. Pour Eric Kaufmann, ces bouleversements démographiques seront le fait majeur du XXIe siècle et auront d'importantes conséquences géopolitiques.
Selon Kaufmann, les élites politiques, intellectuelles et médiatiques des années 2010 ignorent, ridiculisent et méprisent les appréhensions et les revendications des conservateurs blancs. Selon l'auteur, cela aura pour effet d’attiser davantage les braises du populisme et il prédit l'arrivée au pouvoir d'un gouvernement populiste au Canada.
Pour l'auteur, il faut cesser de stigmatiser les Blancs et reconnaître qu'être attaché à son identité ethno-culturelle est naturel et légitime, et non pas raciste comme l'affirment certains activistes qui alimentent le ressentiment d'une partie de la population et la montée des populistes.
Kaufmann juge également que l'« esprit civique britannique » est trop fade pour lier ensemble les différentes communautés du Royaume-Uni.
Kaufmann s'oppose dans son livre à ce qu'il appelle l'« idéologie anti-Blancs de la gauche culturelle ».
Dans un article du New York Times, publié après la parution de l’ouvrage, il avance que les États-Unis ne sont pas divisés par la race, mais par leur idéologie raciale, différence cruciale. Que c'est une bonne chose pour l'unité du pays, parce que les différences idéologiques sont moins polarisantes que les conflits raciaux, dans lesquels des communautés entières se mobilisent contre un ennemi.

## Accueil critique

### Positif
Le National Review le décrit comme un livre « tentaculaire [...] et extrêmement ambitieux, non seulement bourré de données et de recherches en sciences sociales, mais présentant également une histoire détaillée de la politique d'immigration aux États-Unis ». Le magazine affirme que l’ouvrage donne des clefs pour comprendre l'ascension de Donald Trump. Kaufmann soutient qu'un attachement à l'identité blanche et à la composition ethnique actuelle des États-Unis n'est pas nécessairement raciste. Contrairement aux héritiers de la science raciale du XXe siècle, Kaufmann considère la blancheur non comme une réalité biologique immuable mais comme une sorte de norme sociale. La principale affirmation de l'auteur est qu'il existe un lien de cause à effet entre le déclin continu de cette part de la population — une tendance qui, selon les projections démographiques, économiques et écologiques, va non seulement se poursuivre mais s'accélérer — et la montée de la droite populiste.
The Times insiste sur l'une des propositions de Kaufmann, qui explique que le métissage et les mariages interraciaux sont l'avenir. L'une des grandes vertus du livre est qu'il ne s'agit pas d'une autre tragédie alarmiste au sujet du Londonistan ou d'une « Eurabia » musulmane.
Publishers Weekly l'a décrit comme un ouvrage ambitieux et provocateur, et « un livre stimulant, susceptible de faire sensation et de plaire aux centristes et conservateurs enclins à la recherche d'un défenseur universitaire » et le Financial Times l'a classé comme l'un des « meilleurs livres de 2018 » dans le genre politique.
The New Yorker a écrit que Kaufmann, dans Whiteshift défendit des politiques identitaires blanches. Selon Marc-André Sabourin, journaliste pour L'Actualité, taxer Eric Kaufmann de racisme serait mal comprendre les nuances de l'auteur, né à Hong Kong.
Le livre a été remarqué par les intellectuels nord-américains comme Andrew Sullivan, qui rappelle les paroles de Barack Obama : « We can't label everyone who is disturbed by migration as racist »,, et Tyler Cowen, qui déclare que « si vous souhaitez comprendre ce qui se passe aujourd’hui, Whiteshift est peut-être le meilleur endroit pour commencer ». Paul Delany, professeur émérite de l’université Simon Fraser, estime pour sa part que Kaufmann a rendu un service en rassemblant les faits sur les relations interethniques actuelles en Occident.
Pour le quotidien londonien Evening Standard, le livre est long, intensément détaillé et rédigé avec soin. L'utilité de l'ouvrage réside notamment dans la quantité de nouvelles données apportées au débat. Une grande partie de ces données a trait à la question de la « fuite des Blancs » (White flight). Kaufmann, en se fondant notamment sur une étude menée en Scandinavie, montre que les personnes qui ont fui les régions où vivent des habitants issus de la diversité sont souvent parmi celles qui sont les plus désireuses de vanter les vertus de la diversité pour les autres. Kaufmann montre que cette hypocrisie a lieu dans tout l'Occident.
Le journal estime en outre qu'en plus de ses analyses statistiques, Kaufmann fait preuve d'une connaissance historique « extraordinairement » profonde et étendue.

### Nuancé
Le livre est décrit par The Economist comme une « étude monumentale du changement ethno-démographique » même si selon lui « la décision de Kaufmann de se concentrer sur la "blancheur" est discutable pour comprendre le Brexit et peut être pour comprendre le trumpisme », la plus grosse partie de l'immigration en Angleterre après 2004 étant blanche et d'Europe de l'est, une partie de la population d'Asie du sud ayant voté pour le Brexit par peur de cette immigration et 28% des Latinos ayant voté Trump en 2016. Mais l'hebdomadaire juge que l'auteur « a raison qu'il est impossible de comprendre le Brexit ou le populisme en général sans analyser la façon dont l'immigration de masse a déconcerté les populations ».
À sa sortie, The Times a fait de Whiteshift le « livre de la semaine » mais avec une critique sceptique rédigée par le journaliste politique David Aaronovitch qui a qualifié l'ouvrage de « livre controversé sur un sujet controversé ».
Pour Kenan Malik (en), réagissant à l'ouvrage dans The Guardian, si Whiteshift est le fruit d'un lourd travail, truffé de données et de graphiques, l'analyse se focalise trop sur des données purement démographiques, outil qu’il juge insuffisant pour comprendre les changements et reste aveugle à tout le contexte social. L'ouvrage verrait les intérêts des Blancs comme un tout homogène, faisait fi des oppositions de classe. Ainsi, la notion d'identité blanche est dénuée de sens parce que tous les Blancs ne poursuivent pas le même intérêt (par exemple, l'intérêt de l'ouvrier n'est pas celui du directeur d'usine). Paradoxalement, Kaufmann serait le reflet des identitaires de gauche qui voient également les Blancs comme un tout homogène — mais comme un tout privilégié cette fois.
La démographe française Michèle Tribalat se déclare en partie d’accord avec le diagnostic du livre, réserve faite de sa grille d’analyse raciale et du caractère systématique de son analyse dans l’ensemble des pays occidentaux.

### Négatif
Le sociologue des religions Timothy Stacey, de l’université de Leyde, en réponse aux arguments de Kaufmann pour une normalisation des intérêts des Blancs dans le débat politique, ne voit pas de différence entre le terme utilisé dans l’ouvrage « nationalisme ethno-traditionnel » et celui de « racisme ». Il résume donc ainsi ce qu'il considère comme l'argument principal de Kaufmann : puisqu'il existe dans toutes les sociétés des personnes irrémédiablement racistes, « afin d'empêcher ces personnes d'être violemment racistes, il est préférable de permettre une politique générale légèrement raciste ».
En avril 2019, des étudiants de l'université de Bristol manifestent lorsque Kaufmann est invité à y faire un exposé, l'accusant sur la base de son ouvrage d'être un « raciste » et « nationaliste blanc », accusations que Kaufmann réfute, arguant qu'il est un métis auteur d'un livre sur les sociétés en passe de métissage, et que l'accusation résulte de ce qu'il considére comme acceptable que les groupes majoritaires, ou la majorité blanche, aient une identité ethnique (« I think it is ridiculous. I am a mixed-raced guy who wrote a book about societies becoming mixed race. They are only calling me racist because I am arguing that it is okay for majority, or white majority, groups to have an ethnic identity »).